# Avenue Georges-Braque
Pour les articles homonymes, voir Georges Braque et Braque.
L’avenue Georges-Braque est une voie marseillaise située dans le 14e arrondissement de Marseille. 

## Situation et accès
Elle va de l'avenue de la Marche pour l'égalité et contre le racisme (ex avenue Alexandre-Ansaldi) à l’avenue Raimu. Cette avenue en pente longe plusieurs résidences dont des habitations à loyer modéré, notamment celle des Flamants.

## Origine du nom
La rue doit son nom à Georges Braque (1882-1963), peintre, sculpteur et graveur français, qui a séjourné à L'Estaque de 1906 à 1910. 

## Historique
Le nom de la rue est choisi après délibération du Conseil municipal du 26 mai 1975.

## Bâtiments remarquables et lieux de mémoire
- Au numéro 38 se trouve la cité HLM des Iris[2].